# Abel Kirui
Abel Kirui (født 4. juni 1982) er en kenyansk langdistanceløber, der vandt maratonløbet ved VM i atletik 2009.